# 눈물

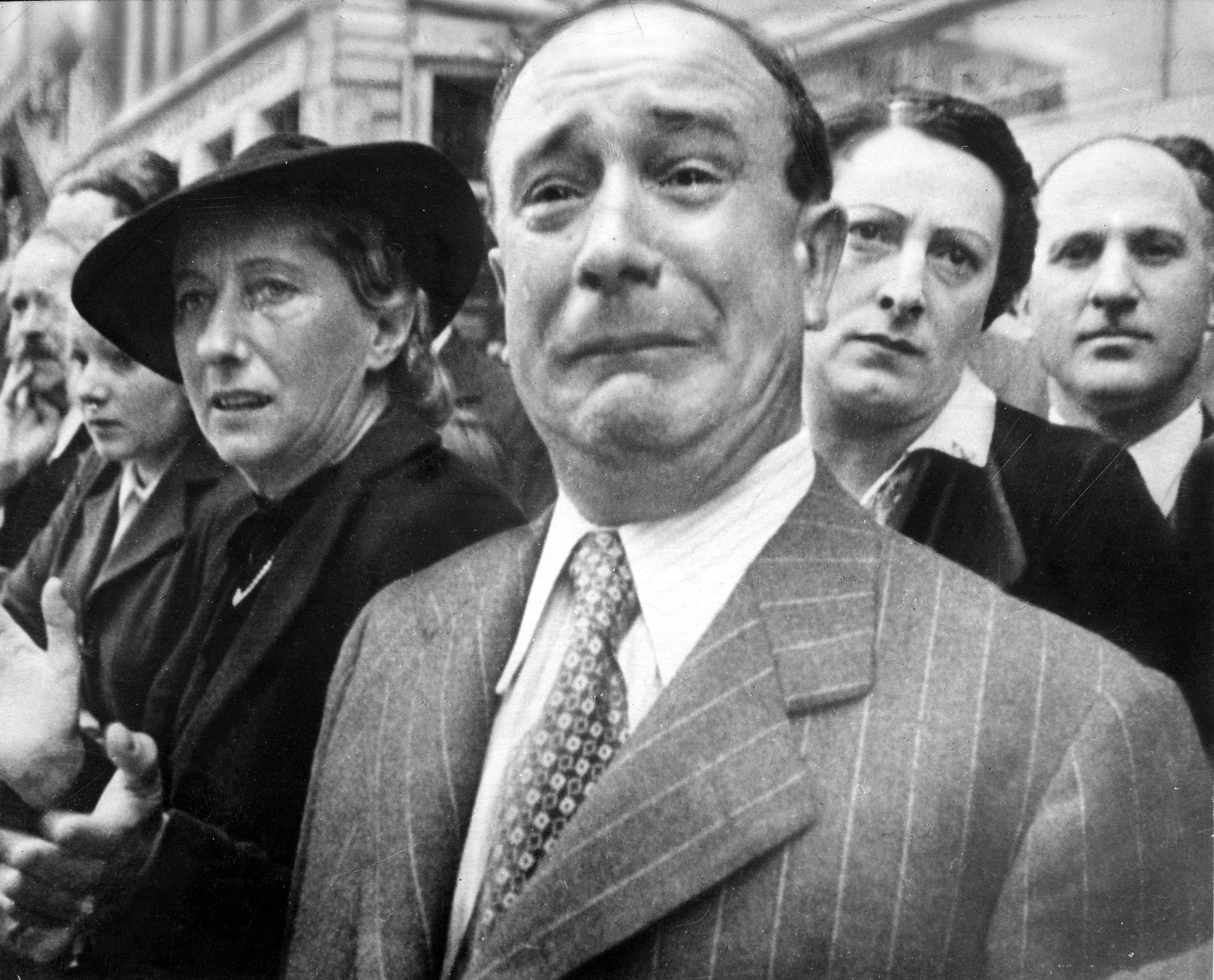
눈물을 흘리고 있는 모습

눈물과 관련된 기관
a) 눈물샘
b) 윗눈물점
c) 윗눈물길
d) 눈물주머니
e) 아랫눈물점
f) 아랫눈물길
g) 코눈물관

눈물(영어: tears)은 체액의 한 종류로서, 눈을 보호하고 청결을 유지하기 위해 눈물샘에서 분비되는 물질이다. 눈의 자극에 반응하여 눈을 깨끗하게 하고 촉촉하게 만드는 분비물이다. 모든 포유류는 눈의 보호를 위해 눈물을 분비한다. 사람의 경우 감정의 변화에 의해 눈물을 흘리기도 한다. 문학에서는 종종 울음과 같은 의미로 사용되기도 한다.

## 특징
포유류와 인간의 눈 표면은 눈물막으로 덮여 보호된다. 눈물은 세 가지 층위로 이루어져 있다.
- 지질층 : 눈꺼풀에 있는 마이봄샘에서 지질로 이루어진 소수성(疎水性)의 액이 분비되어 각막을 덮는다. 눈물이 마른 뺨에 눈물 자국이 생기는 것은 마이봄샘에서 나온 지질 때문이다.
- 수성층 : 눈물샘에서 리포칼린, 락토페린, 리소자임, 락크리틴 등의 단백질이 포함된 물이 분비된다.[2] 수성층에서 나온 액이 눈물의 대부분을 차지하며 삼투압을 조절하고 감염을 막는다.
- 점액층 : 결막의 배상세포(杯狀細胞)에서 점성 단백질인 무친이 분비되어 각막을 보호한다.

콘택트렌즈의 착용은 눈 표면의 산소공급과 눈물의 작용을 방해하여 안구 건조의 원인이 된다. 이러한 부작용을 막기 위해 콘택트렌즈를 착용할 때에는 특별히 제작된 안약을 사용한다.

## 눈물의 종류
눈물에는 세 가지 종류가 있다.

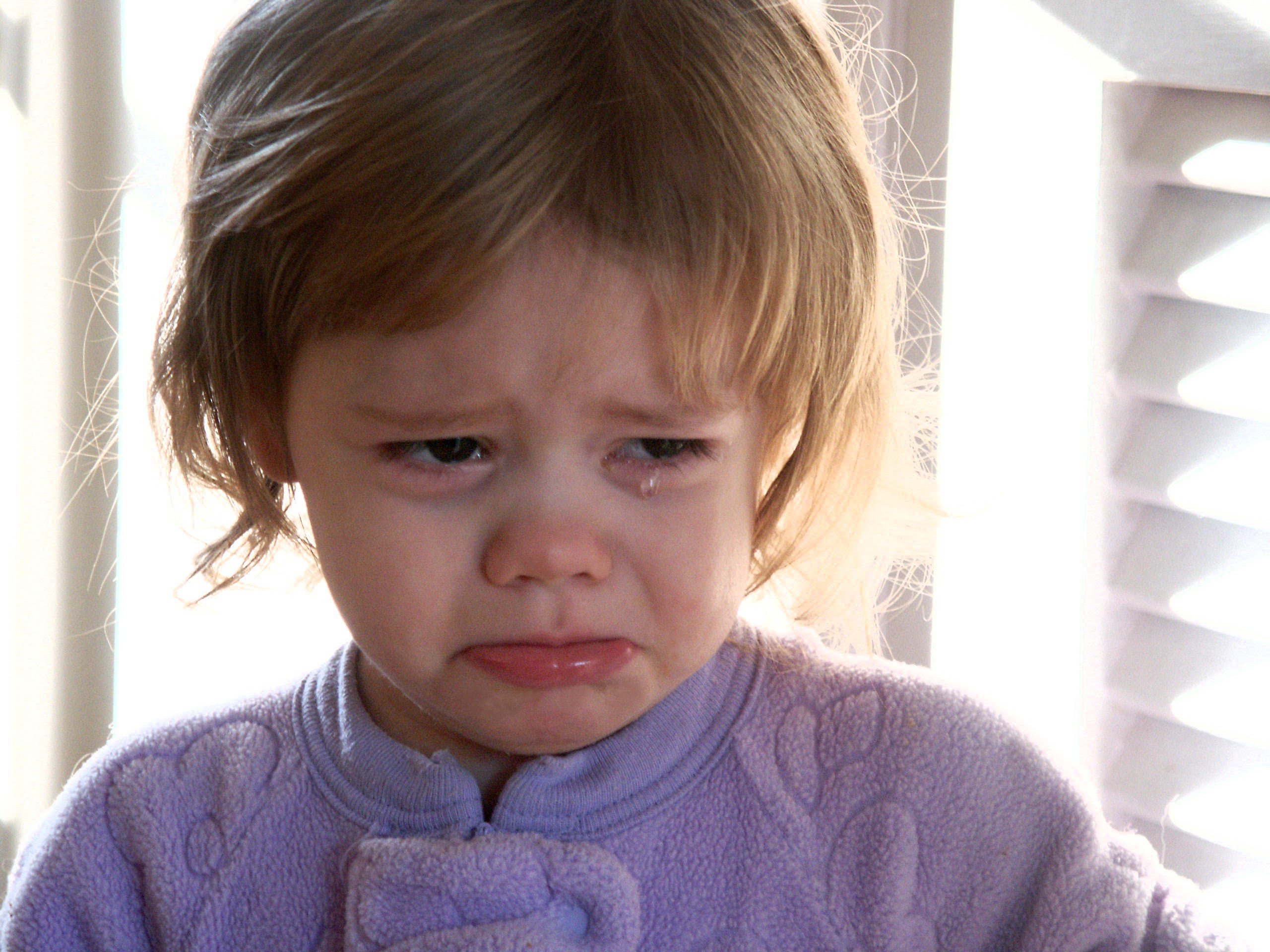
감정의 표현으로 우는 아이

- 기본적인 눈물 : 포유류의 눈은 항상 눈물로 덮여 축축한 상태를 유지한다. 눈물에 섞여 있는 무친, 리포칼린, 락토페린, 리소자임, 락크리틴 등의 단백질과 지질, 염분 등이 눈의 표면과 각막을 덮어 이물질과 박테리아 감염으로부터 눈을 보호한다. 24시간 동안 자연적으로 분비되는 눈물의 양은 0.75 ~ 1.1 그램 정도이다.
- 반사적인 눈물 : 눈에 이물질이 들어가거나 최루탄, 양파의 증기 등으로 자극을 받으면 눈을 보호하기 위해 눈물이 나온다. 하품을 할 때나 강한 빛이 눈에 들어올 때, 매운 음식이 입안을 자극시킬 때에도 눈물이 나온다.
- 울음 (정서에 의한 눈물) : 인간은 정서적인 이유로 울음을 우는 경우 눈물을 흘린다. 슬픔 뿐만 아니라 기쁨, 분노 등의 감정도 눈물을 유발할 수 있다.

### 신경과 눈물
삼차신경은 반사적 눈물과 깊은 관련이 있다. 삼차신경이 끊기면 반사적 눈물을 흘리지 못한다. 그러나 삼차신경이 끊겨도 정서적인 이유로 울음을 울 경우 눈물이 나온다.

## 같이 보기
- 눈꺼풀
- 인공눈물
- 울음, 슬픔